# Емоційне зараження
Емоційне зараження — одна із форм «соціального зараження», явище, коли емоції однієї людини та пов'язана поведінка безпосередньо викликають подібні емоції та поведінку інших людей. Емоції можуть поширюватися між людьми різними способами, як неявно, так і явно. Наприклад, було встановлено, що свідомі розмірковування, аналіз та уява сприяють цьому явищу. Така поведінка була виявлена у людей, інших приматів та собак.
Емоційне зараження важливе для особистих стосунків, оскільки воно сприяє емоційній синхронності між людьми. Більш широке визначення явища, запропоноване Шоневульфом, — це «процес, при якому людина чи група впливає на емоції або поведінку іншої людини або групи шляхом свідомої чи несвідомої індукції емоційних станів та поведінкових установок». Один з поглядів, розроблений Елейн Хетфілд та ін., полягає в тому, що це можна зробити за допомогою автоматичної імітації та синхронізації виразів людей, вокалізації, пози та рухів з висловленнями іншої людини. Коли люди несвідомо відображають вираження емоцій своїх супутників, вони відчувають відображення емоцій цих супутників. Також зазначається, що емпати не володіють навичками до емоційного зараження інших[джерело?].

## Етимологія
Фраза «емоційне зараження» втілює ідею про те, що люди синхронізують власні емоції з емоціями, висловленими оточуючими, свідомо чи несвідомо. У статті 1993 року психологи Елейн Хетфілд, Джон Качоппо та Річард Рапсон визначають його як «тенденцію до автоматичної імітації та синхронізації виразів, вокалізації, пози та рухів із виразами іншої людини.[sic] і, отже, до емоційного зближення».
Хетфілд та ін., теоретизують емоційне зараження як двоступеневий процес: По-перше, ми імітуємо людей, наприклад, якщо хтось посміхається вам, ви посміхаєтесь у відповідь. По-друге, наші власні емоційні переживання змінюються на основі невербальних сигналів емоцій, які ми віддаємо. Наприклад, посмішка робить почуття щасливішим, а хмурість — гіршим. Здається, мімікрія є однією з основ емоційного руху між людьми.
Емоційне зараження та емпатія мають цікаві взаємозв'язки, оскільки вони мають подібні характеристики, за винятком здатності диференціювати особистий та до-особистісний досвід, у процесі, відомому як індивідуація. У «Мистецтві любити» (1956) соціальний психолог Еріх Фромм досліджує ці відмінності, припускаючи, що автономія необхідна для емпатії, якої немає в емоційному зараженні.

## Фактори, які впливають
Існує кілька факторів, що визначають швидкість та ступінь емоційного зближення в групі. Деякі з них: стабільність членства, норми регулювання настрою, взаємозалежність завдань та соціальна взаємозалежність. Окрім цих властивостей структури подій, існують особисті властивості членів групи, такі як відкритість приймати і передавати почуття, демографічні характеристики та розпорядчий вплив, які впливають на інтенсивність емоційного зараження.

### Дослідження
Дослідження концепції емоційного зараження проводились з різних точок зору, включаючи організаційний, соціальний, сімейний, розвитковий та неврологічний контекст. Хоча ранні дослідження дозволяли припустити, що свідомі міркування, аналіз та уява охоплювали ідею емоційного зараження, було зроблено висновок, що деякі форми більш примітивних емоційних заражень є набагато більш тонкими, автоматичними та універсальними.
Дослідження Хетфілда, Качіоппо та Рапсона 1993 року щодо емоційного зараження зробило висновок, що свідомі оцінки людьми почуттів інших людей відчували сильний вплив того, що говорили інші. Однак на власні емоції людей більше впливали невербальні підказки щодо того, що ці інші насправді відчували. Розпізнання емоцій та визнання їх походження може бути одним зі способів уникнути емоційного зараження. Трансфер емоцій вивчався у різних ситуаціях та оточеннях, причому соціальні та фізіологічні причини були двома найбільшими напрямами досліджень.
На додаток до розглянутих вище соціальних контекстів, емоційна зараження — це поняття, яке вивчали в організаціях. Шрок, Ліф і Рор у праці 2008 року обговорюють, що організації, як і суспільства, мають культури емоцій, що складаються з мов, ритуалів та систем значень, включаючи правила щодо почуттів, які повинні чи не повинні відчувати і проявляти працівники. Вони стверджують, що поняття культури емоцій досить схоже на поняття «клімат емоцій»(с. 46), який також синонімічно називають мораллю, організаційною мораллю та корпоративною мораллю.  Крім того, Ворлін, Вжесневскі та Рафаелі зазначають у праці 2002 року, що організації мають загальну «емоційну здатність» (с. 318), тоді як МакКолл-Кеннеді та Сміт у 2006 праці досліджують поняття «емоційне зараження» (с. 255), особливо у взаємодії з клієнтами. Можливо, усі ці терміни намагаються описати подібне явище; кожен термін відрізняється один від одного тонкими і дещо невідмінними способами. У майбутніх дослідженнях можна розглянути, де і як перетинаються значення цих термінів, а також те, як вони відрізняються.

### Суперечка
Суперечливий експеримент, що демонструє емоційне зараження за допомогою платформи соціальних мереж Facebook, був проведений 2012 року над 689 000 користувачами шляхом фільтрації позитивного чи негативного емоційного вмісту з їхніх стрічок новин. Експеримент викликав галас серед людей, які вважали, що дослідження порушує особисте життя. Публікація в 2014 році дослідницької роботи, отриманої в результаті цього експерименту, «Експериментальні докази масового емоційного зараження через соціальні мережі», яка є співпрацею між Facebook та Корнельським університетом, описана Тоні Д. Семпсоном, Стівеном Меддісоном та Дарреном Ellis (2018) як «тривожне розкриття того, що корпоративні соціальні мережі та науковці Корнелла так охоче брали участь у неетичних експериментах такого роду». Тоні Д.Семпсон та ін. критикують думку про те, що «наукові дослідники можуть бути відірвані від етичних вказівок щодо захисту суб'єктів досліджень людини, оскільки вони працюють із бізнесом у соціальних мережах, який не зобов'язаний відповідати „принципу“ отримання поінформованої згоди та дозволу учасникам відмовитись від участі'.» Подальше дослідження, яке не маніпулювало стрічкою користувачів, підтвердило наявність емоційного зараження у Твіттері.

Окрім етичних проблем, деякі вчені критикували методи та звітування про висновки в експерименті з Facebook. Джон Грохол, пишучи для Psych Central, стверджував, що, попри назву та твердження про «емоційне зараження», це дослідження взагалі не розглядало емоції. Натомість його автори використовували програму (під назвою «Лінгвістичне дослідження та підрахунок слів» або LIWC 2007), яка просто підраховувала позитивні та негативні слова, щоб зробити висновок про настрої користувачів. Він написав, що недоліком інструменту LIWC є те, що він не розуміє заперечень. Отже, твіт «Я не щасливий» буде оцінений як позитивний: «Оскільки LIWC 2007 ігнорує ці тонкі реалії неформального спілкування людей, це роблять і дослідники». Грохол дійшов висновку, що з огляду на ці тонкощі, розмір ефекту висновків не перевищує «статистичної похибки».
Крамер та співавт. (2014) виявив 0,07 % — це не 7 відсотків, це 1/15 відсотка !! — зменшення негативних слів при оновленні статусу людей, коли кількість негативних дописів у їхній стрічці новин у Facebook зменшилася. Чи знаєте ви, скільки слів вам довелось би прочитати чи написати, перш ніж написати одне менше негативне слово через цей ефект? Можливо, тисячі.

## Типи
Емоції можна поділяти та імітувати різними способами. Перші дослідники емоційного зараження вважали, що «це явище пояснюється свідомими міркуваннями, аналізом та уявою». Однак зараз відомо, що деякі форми емоційного зараження є більш тонкими та автоматичними, ніж припускали ранні теоретики.

### Неявне
На відміну від когнітивного зараження, емоційне зараження є менш свідомим і більш автоматичним. Воно покладається головним чином на невербальне спілкування, хоча було продемонстровано, що емоційне зараження відбувається і через телекомунікації. Наприклад, на людей, які взаємодіють за допомогою електронної пошти та «чатів», впливають емоції інших, навіть за відсутності можливості сприймати невербальні сигнали.
Один погляд, запропонований Хетфілдом та його колегами, описує процес емоційного зараження як примітивну, автоматичну та несвідому поведінку. За даними цієї дослідницької групи, це відбувається через низку етапів. Коли одержувач взаємодіє з відправником, він сприймає емоційні вирази відправника. Одержувач автоматично імітує ці емоційні вирази. У процесі аферентного зворотного зв'язку ці нові вирази перетворюються на відчуття тих емоцій, які відчуває відправник, що призводить до емоційного зближення.
Інший погляд, що випливає з теорій соціального порівняння, розглядає емоційне зараження як таке, що вимагає більших когнітивних зусиль і більшої свідомості. Відповідно до цієї точки зору, люди беруть участь у соціальному порівнянні, щоб побачити, чи відповідає їх емоційна реакція реакції оточуючих. У цьому випадку одержувач використовує емоції як тип соціальної інформації, щоб зрозуміти, як він чи вона повинні почуватися. Люди по-різному реагують на позитивні та негативні стимули, а негативні події, як правило, викликають сильніші та швидші емоційні, поведінкові та когнітивні реакції, ніж нейтральні чи позитивні події. Таким чином, неприємні емоції, швидше за все, ведуть до зараження настроєм, ніж приємні емоції. Ще однією змінною, яку потрібно враховувати, є рівень енергії, на якому демонструється емоція. Оскільки вища енергія привертає до неї більше уваги, передбачається, що однакова емоційна валентність (приємна чи неприємна), виражена з високою енергією, призведе до більшого зараження, ніж якщо вона виражена з низькою енергією.

### Явне
На відміну від описаного вище автоматичного зараження почуттями, бувають випадки, коли емоціями інших керує людина чи група, щоб чогось досягти. Це може бути результатом навмисного афективного впливу керівника або члена команди. Припустимо, ця людина хоче в чомусь переконати інших, вона може зробити це, залучивши їх у свій ентузіазм. У такому випадку його позитивні емоції — це вчинок з метою «заразити» почуттями інших. Інший тип навмисного зараження настроєм — це вручення групі винагороди або частування, щоб полегшити їхні почуття.
В літературі з організаційної психології все більше досліджень присвячено аспектам емоційної праці. Одним словом, мова йде про необхідність керувати емоціями так, щоб вони відповідали організаційним чи професійним правилам прояву, незалежно від того, чи відповідають вони внутрішнім почуттям. Що стосується емоційного зараження, то в робочих умовах, які вимагають певного прояву емоцій, людина відчуває себе зобов'язаною проявляти ці емоції і, отже, відчувати їх. У процесі, коли поверхнева дія переростає в глибоку, емоційне зараження є побічним продуктом навмисного управління афективними враженнями.

## На робочих місцях та в організаціях

### Внутрішньогрупова
Зараз багато організацій та робочих місць заохочують командну роботу. Це крок, зумовлений дослідженнями, проведеними організаційними психологами, які підкреслюють переваги робочих команд. Емоції вступають у гру і формується групова емоція.
Емоційний стан групи впливає на такі фактори, як згуртованість, моральний дух, стосунки та результати діяльності команди. З цієї причини організації повинні брати до уваги фактори, що формують емоційний стан робочих груп, щоб використати вигідні сторони та уникнути шкідливих сторін емоцій групи. Менеджери та лідери команд повинні бути ще обережнішими до своєї поведінки, оскільки їх емоційний вплив більший, ніж у «звичайного» члена команди. Було показано, що лідери емоційно «заразніші» за інших.

### Співробітник / клієнт
Взаємодія між працівниками сфери обслуговування та клієнтами вважається важливою складовою як оцінки споживачами якості послуг, так і їхніх стосунків із постачальником послуг. Позитивні афективні прояви у взаємодії сфери послуг позитивно пов'язані з важливими клієнтськими наслідками, такими як намір повернутися та рекомендувати заклад другові. Організації зацікавлені в тому, щоб їхні клієнти були щасливими, оскільки щасливий клієнт — це задоволений клієнт. Дослідження показали, що на емоційний стан клієнта безпосередньо впливають емоції, проявлені працівником / постачальником послуг через емоційну зараженість. Але цей вплив залежить від ступеня достовірності емоційних проявів працівника, наприклад, якщо працівник має лише вдає емоцію, зараженість клієнта погана, і в цьому випадку зазначені вище бажані наслідки не настануть.

## Неврологічні основи

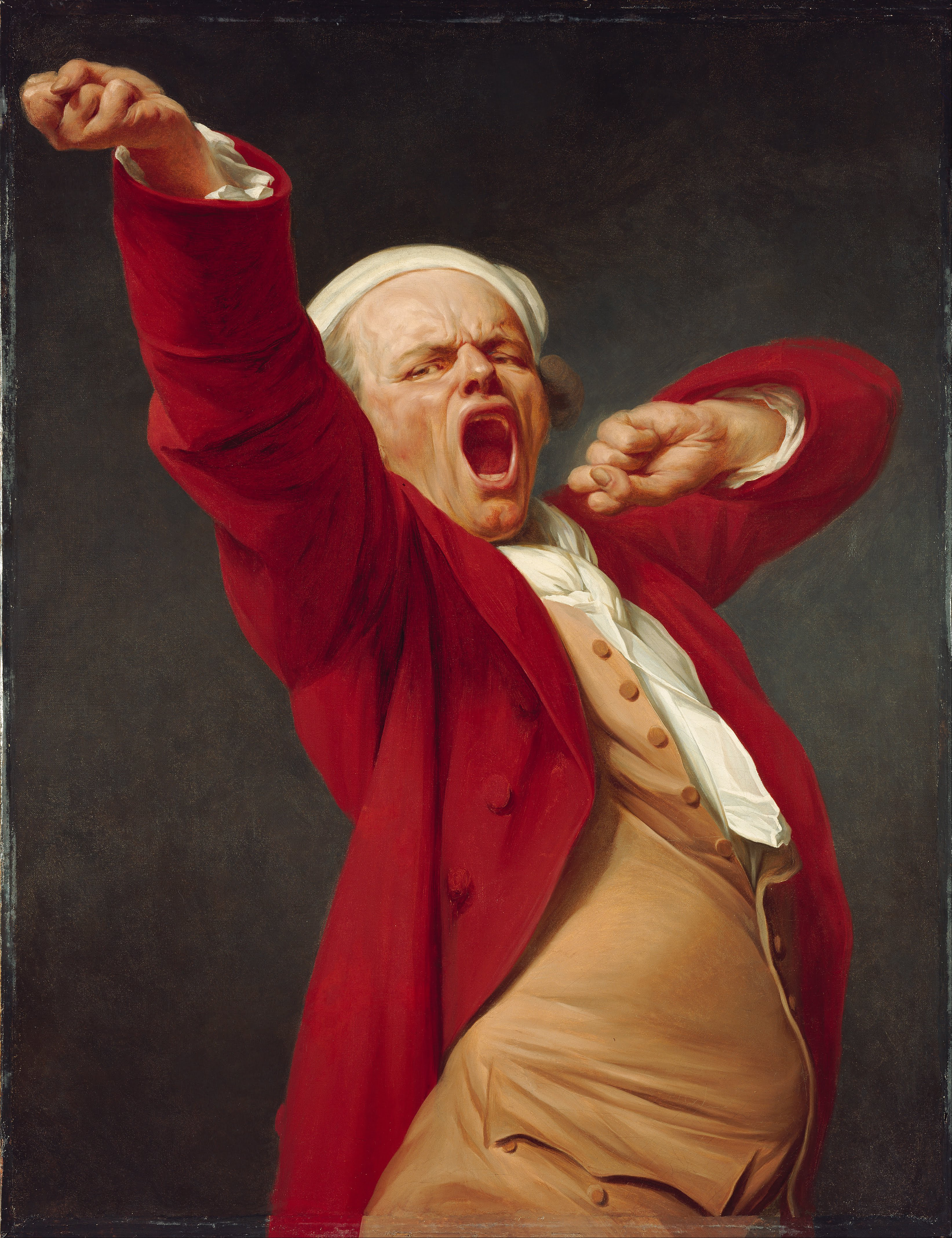
«Заразне» позіхання спостерігається у людей, шимпанзе, собак, котів, птахів та плазунів і зараження може спостерігатися між різними видами.

Вітторіо Галлезе стверджує, що дзеркальні нейрони відповідають за навмисне налаштування стосовно інших. Галлезе та його колеги з Університету Парми виявили клас нейронів у премоторній корі, які розряджаються, коли макаки виконують цільові рухи руками або коли спостерігають, як інші роблять те саме. Один клас цих нейронів спрацьовує при виконанні та спостереженні дії, та коли виробляється звук тієї ж дії. Дослідження на людях показують активацію премоторної кори та тім'яної області мозку для сприйняття та виконання дій.
Галлезе продовжує свій діалог, щоб сказати, що люди розуміють емоції через змодельований спільний стан тіла. Нейронна активація спостерігачів дає змогу безпосередньо зрозуміти досвід. «Безпосередній резонанс» — подібна теорія Гольдмана та Шріпади (2004). Емпатія може бути продуктом функціонального механізму нашого мозку, який створює втілену симуляцію. Інша людина, яку ми бачимо або чуємо, стає в нашому розумі «іншим Я». Інші дослідники показали, що спостереження за чужими емоціями використовує ділянки мозку, що беруть участь у (а) переживанні подібних емоцій та (б) виробленні подібних виразів обличчя. Ця комбінація активацій вказує на те, що спостерігач активує (а) представлення емоційних почуттів іншої людини, що веде до емоційного зараження, і (б) рухове зображення спостережуваного виразу обличчя, що веде до мімікрії обличчя. Таким чином, у мозку розуміння та поділ емоцій інших людей буде поєднанням емоційного зараження та міміки. Важливо те, що більш емпатичні люди мають більшу активацію мозку в емоційних регіонах при спостереженні емоцій інших людей.

### Мигдалина
Мигдалеподібне тіло — це частина мозкового механізму, яка лежить в основі емпатії, забезпечує емоційну настройку та створює шлях для емоційного зараження. Базальні ділянки, включаючи стовбур мозку, утворюють щільну петлю біологічного зв'язку, відновлюючи в одній людині фізіологічний стан іншої. Психолог Говард Фрідман вважає, що саме тому одні люди можуть зворушувати та надихати інших. Використання міміки, голосів, жестів та рухів тіла передає емоції аудиторії від оратора.

## Подальше читання
- Decety, ред. (2009). The Social Neuroscience of Empathy. Cambridge, Massachusetts: MIT Press.
- Showalter, Elaine. Hysterical Epidemics and Modern Culture. New York: Columbia University Press.
- Goleman, Daniel (1998). Working with Emotional Intelligence. Bantam Books.
- Martin, P. Y.; Schrock, D.; Leaf, M.; Rohr, C. V. (2008). Rape work: Emotional dilemmas in work with victims. У Fineman, S. (ред.). The Emotional Organization: Passions and Power. Malden, Massachusetts: Blackwell. с. 44–60).
- McColl-Kennedy, J. R.; Smith, A. K. (2006). Customer emotions in service failure and recovery encounters. У Zerbe, W. J.; Ashkanasy, N. M.; Hartel, C. E. J. (ред.). Individual and Organizational Perspectives on Emotion Management and Display. Research on Emotion in Organizations series. Т. 2. Amsterdam: Elsevier. с. 237—268.
- Worline, M. C.; Wrzesniewski, A.; Rafaeli, A. (2002). Courage and work: Breaking routines to improve performance. У Lord, R. G.; Klimoski, R. J.; Kanfer, R. K.; Schmitt, N. (ред.). Emotions in the Workplace: Understanding the Structure and Role of Emotions in Organizational Behavior. The Organizational Frontier series. Т. 16. San Francisco: Jossey-Bass. с. 295—330.